# Eagle House Hotel
L'Eagle House Hotel est un hôtel anglais classé Grade II, construit en briques rouges dans le style géorgien. Situé dans la Rue du Château à Launceston, en Cornouailles. Anciennement un hôtel de ville, c'est aujourd'hui un hôtel ouvert au public,.

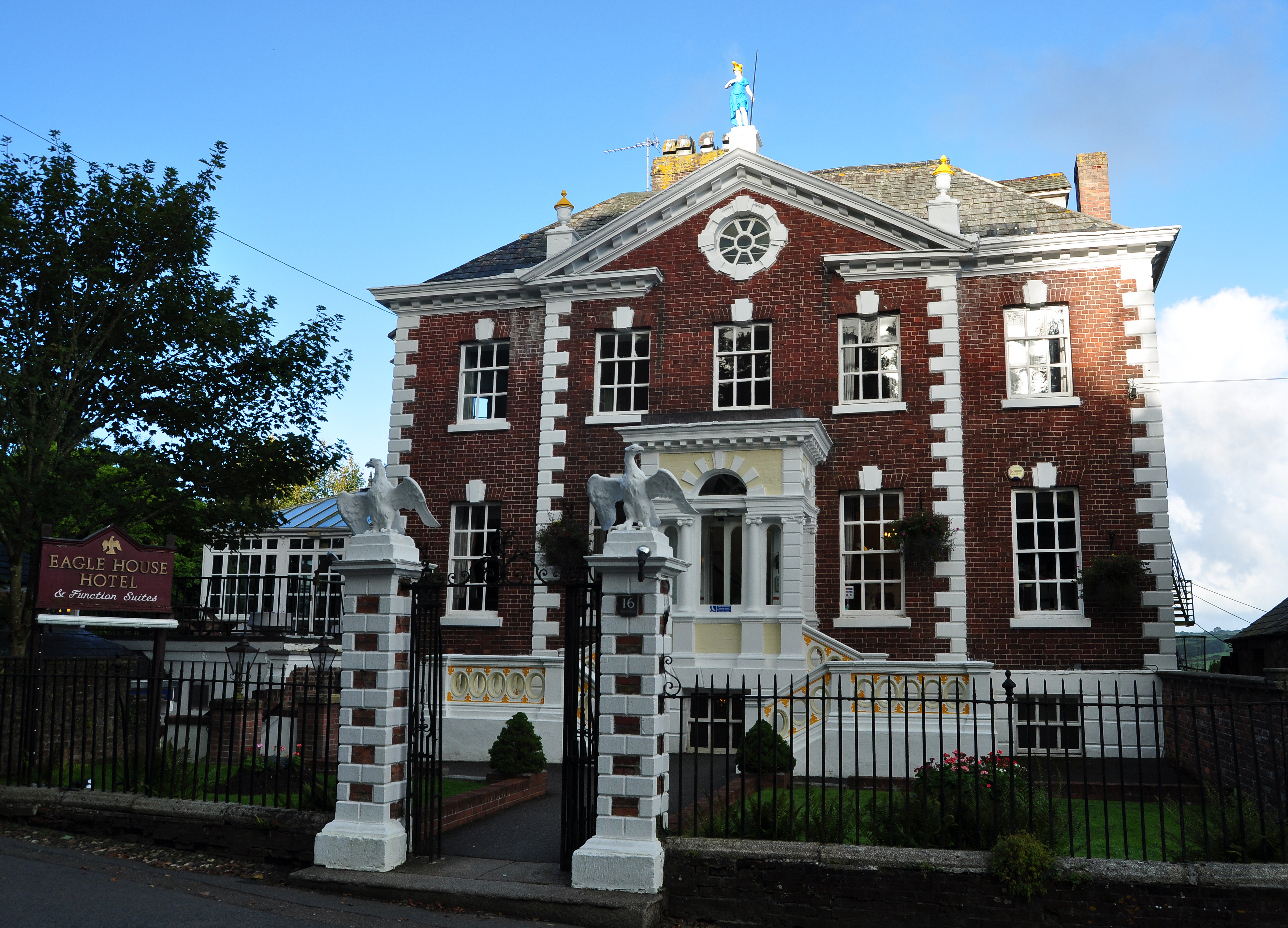
La façade avant de l'Eagle House Hotel.

Charles Causley, probablement le plus célèbre poète de Launceston, a écrit un poème sur les statues disposées à l'extérieur de la propriété.
La construction du bâtiment remonte à 1764, ayant été commandé comme hôtel de ville par Coryndon Charpentier, qui était alors maire de Launceston, et le connétable du Château de Launceston. La maison fut en partie financée par la somme de 10 000£ que l'un des deux commanditaires avait gagnée à la loterie. En 1963, le bâtiment a été converti en hôtel, également équipé d'un restaurant. En 2015, le bâtiment, tombé en désuétude, a fait l'objet d'un projet de conversion en maison privée,. Il a finalement été acheté par de nouveaux propriétaires qui ont rénové la propriété et maintenu l'hôtel-restaurant,. L'Eagle House Hotel a rouvert au printemps 2017.